# Pedro Gonçalves de Carvalhal

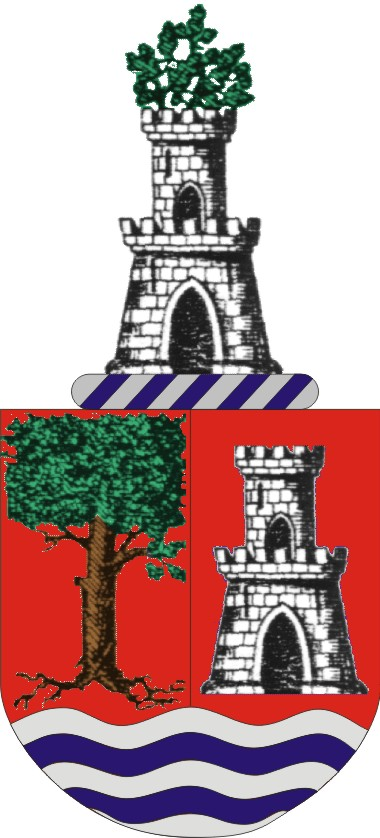
Brasão de armas da família Carvalhal.

Pedro Gonçalves (c. 1320 - ?) foi um nobre medieval do Reino de Portugal.

## Vida
Viveu no lugar do Carvalhal, termo de Proença-a-Nova, ou no lugar do Carvalhal, termo da Sertã (mais provável por ser perto de Cernache do Bonjardim, local do nascimento de seu neto materno D. Nuno Álvares Pereira), vilas que eram então do Priorado do Crato da Ordem do Hospital, donde a sua descendência tomou o apelido.

## Relações familiares
Casou com Aldonça Rodrigues (c. 1325 - ?), de quem teve: 
1. Iria Gonçalves (do Carvalhal) (Elvas, c. 1344 – Camarate, d. 1385), com geração de D. Frei Álvaro Gonçalves Pereira; a 30 de Julho de 1385 D. João I de Portugal doou a «eirea gllz madre do destabre» todos os bens móveis e de raiz que ficaram por morte de seu filho Fernão Pereira, os quais bens foram de Paio Rodrigues Marinho, alcaide-mor do castelo de Campo Maior, e os perdeu por dar o dito castelo e vila ao rei de Castela.
2. Martim Gonçalves (do Carvalhal) (1360 - ?), casou com Isabel da Cunha, nascida c. 1366, irmã de Leonor Rodrigues (da Cunha), mulher de Fernando Afonso Correia ou Correa (c. 1351 - d. 9 de Maio de 1405, sep. Guimarães, Igreja de São Francisco), Senhor de Fralães a 7 de Outubro de 1385, Senhor de Valadares e Riba de Mouro de juro e herdade a 21 de Agosto de 1424, Fidalgo do Conselho, com geração.[1]